# The Supersuckers
The Supersuckers é uma banda de rock americana. Eles se autoproclamam "A Maior banda de Rock 'n' Roll do Mundo". Fora o sucesso relativo na área da música country com seu álbum Must've Been High de 1997, eles são conhecidos por fazerem shows sobre vários nomes, incluindo, é claro, The Supersuckers.
Desde Novembro de 2009, os membros são Eddie Spaghetti no baixo e vocais, "Metal" Marty Chandler e Dan "Thunder" Bolton nas guitarras e Scott Churilla na bateria.

## História
O The Supersuckers foi formado em 1988 sobre o nome "The Black Supersuckers" na cidade de Tucson, no Arizona. A formação original consistiu em Eddie Spaghetti no baixo, Dan "Thunder" Bolton e Rontrose Heathman nas guitarras, Dancing Eagle na bateria e Eric Martin como o vocalista. Em 1989 a banda se muda para Seattle, Washington, onde lá, Eric Martin decide sair da banda. A canção Marie foi propriamente dedicada a mãe de Martin após sua morte. Os integrantes restantes decidiram continuar como um quarteto, com Spaghetti assumindo a posição de vocalista. Eles lançaram vários singles em pequenas gravadoras antes de assinar contrato com a Sub Pop. Uma amostra dos singles foi lançada em uma coletânea chamada The Songs All Sound the Same em 1992. O primeiro álbum do Supersuckers, The Smoke of Hell foi lançado também em 1992. No ano seguinte, a banda muda temporariamente de nome, de The Supersuckers para The Junkyard Dogs. Com esse nome, a banda lança o álbum Good Livin' Platter em 1993, contendo covers de bandas como Judas Priest, Devo e Ramones, em um estilo puxado para o Country. Voltando com o nome Supersuckers, a banda lança La Mano Cornuda em 1994.
Em 1995, o guitarrista Rontrose Heathman sai temporariamente da banda, e entra em seu lugar Rick Sims, que era da banda Didjits (e logo depois, do Gaza Strippers), para a gravação e lançamento do terceiro álbum do Supersuckers, The Sacrilicious Sounds of The Supersuckers. Heathman entra novamente na banda para a gravação do quarto álbum do Supersuckers, Must've Been High, que seria o álbum mais famoso da banda até então. Must've Been High foi lançado em 1997. Com seu estilo de Country alternativo, a banda alcançou o sucesso. O último lançamento da banda pelo selo Sub Pop é o álbum How The Supersuckers Became The Greatest Rock 'n' Roll band in the World, lançado em 1999. Naquele mesmo ano, a banda lança o quinto álbum Evil Powers of Rock 'n' Roll. Em 2001, a banda forma sua própria gravadora, "Mid-Fi Recordings". Em adição aos inúmeros singles e quantidades severas de gravações ao vivo, a banda lança seu sexto álbum Motherfuckers Be Trippin em sua própria gravadora. Dancing Eagle porém, sai do grupo e é substituído por Mike "Murderburger" Musburger, que mais tarde seria substituído por Scott "Scottzilla" Churilla. Seu mais recente álbum de estúdio é Get it Together de 2008. Em 2009, Rontrose Heathman novamente sai da banda, e é substituído por "Metal" Marty Chandler.

## Associações
O The Supersuckers já gravou com muitos artistas e bandas, dentre eles, Willie Nelson, Steve Earle, Kelley Deal, do The Breeders e Eddie Vedder do Pearl Jam. Eles já apareceram no The Tonight Show de Jay Leno, abrindo para Willie Nelson. Eles já fizeram turnês com muitas bandas, dentre elas, Mudhoney, Social Distortion, Bad Religion, Ramones, Motörhead, Flogging Molly, The Toadies, Supagroup, Butthole Surfers, Reverend Horton Heat, New York Dolls, The Dwarves, White Zombie e Nashville Pussy. A banda Murder City Devils citou o nome do vocalista Eddie Spaghetti em uma música do álbum In Name and Blood, chamada Lemuria Rising.

## Integrantes
- Eddie Spaghetti - baixo (1988-atualmente); vocais (1989-atualmente)
- Dan "Thunder" Bolton - guitarra, backing-vocals (1988-2003, 2005-atualmente)
- Scott "Scottzilla" Churilla - bateria (2006-atualmente)
- "Metal" Marty Chandler - guitarra, backing-vocals (2009-atualmente)

### Ex-integrantes
- Dancing Eagle - bateria, backing-vocals (1988-2005)
- Rick Sims - guitarra, backing-vocals (1995-1996)
- Dusty Watson - bateria (2005-2006)
- Eric Martin - vocais (1988-1989)
- Ron "Rontrose" Heathman - guitarra, backing-vocals (1988-1995, 1996-2009)

## Discografia

### Álbuns de estúdio
- The Smoke of Hell (1992, Sub Pop)
- Good Livin' Platter (Com o nome The Junkyard Dogs) (1993, Sympathy For The Record Industry)
- La Mano Cornuda (1994, Sub Pop)
- The Sacrilicious Sounds of The Supersuckers (1995, Sub Pop)
- Must've Been High (1997, Sub Pop)
- Evil Powers of Rock 'n' Roll (1999, KOCH)
- Motherfuckers Be Trippin (2003, Mid-Fi Recordings)
- Get it Together (2008, Mid-Fi Recordings)

### Álbuns ao vivo
- Must've Been Live (2002, Mid-Fi Recordings)
- Live at the Magic Bag (2004, Mid-Fi Recordings)
- Live at the Tractor Tavern (2004, Mid-Fi Recordings)
- Instant Live - Cafe Du Nord, San Francisco, CA (2005, Mid-Fi Recordings)
- Instant Live: The Casbah, San Diego, CA (2006, Mid-Fi Recordings)
- Live at Barts CD Cellar and Record Shop: Boulder, CO (2006, Mid-Fi Recordings)
- Live at the Whole Foods Market at Arabella Station (2007, Mid-Fi Recordings - Digital Download)
- 1988 XX 2008: 20th Anniversary Show Recorded Live at the Showbox in Seattle November 29, 2008 (2009, Mid-Fi Recordings)

### Coletâneas
- The Songs All Sound the Same (1992, eMpty Records; 2001, Mid-Fi Recordings)
- Splitsville 1 (2002, Mid-Fi Recordings)
- Devil's Food (2005, Mid-Fi Recordings)

### EP's
- Paid (2006, Mid-Fi Recordings)

### CDs de fã-clube
- Fan Club CD Vol. 1 (Out of Print) (2001, Mid-Fi Recordings)
- Fan Club CD Vol. 2 (Out of Print) (2002, Mid-Fi Recordings)
- Fan Club CD Vol. 3 (Out of Print) (2003, Mid-Fi Recordings)
- Fan Club CD Vol. 4 (Out of Print) (2004, Mid-Fi Recordings)
- Fan Club CD Vol. 5 (Out of Print) (2005, Mid-Fi Recordings)
- Fan Club CD Vol. 6 (Out of Print) (2006, Mid-Fi Recordings)